# 文贵斌
让·德·维耶纳·德·奥特弗耶（法語：Jean de Vienne de Hautefeuille，1877年4月2日-1957年9月21日），汉名文贵斌，圣名若望，法国遣使会传教士，天主教直隶西南代牧区宗座代牧、天津教区主教。
1877年4月2日，文贵斌生于法国北部杜埃，1895年3月9日（17岁）在巴黎入遣使会，1899年7月2日发愿，1900年6月9日（23岁）晋升神父。
1900年，文贵斌前往中国传教，3月16日到达上海，服务于直隶北境代牧区。
1915年8月10日，文贵斌任直隶西南宗座代牧区助理宗座代牧，代替已中风的顾其卫主教管理教区，11月21日在正定主教座堂由顾其卫主教祝圣。1917年4月2日顾其卫主教去世，文贵斌升任直隶西南代牧区宗座代牧，驻正定府。
1919年4月2日，文贵斌调回北京，任直隶北境代牧区助理代牧主教。原天津宗座代牧杜保祿调任江西赣州教区后，1923年7月12日，文貴賓接任天津教区宗座代牧。
中日战争期间，文贵斌派遣日本籍神父田口芳五郎与岩下庄一保护中国教友。1937年10月9日，日军杀害荷兰籍正定教区代牧文致和主教，文贵斌接受宗座驻华代表蔡宁总主教委托，署理正定代牧区，直到1939年陈启明主教就任。
1946年4月11日，教宗庇護十二世宣布中国建立圣统制，文贵斌成为天津教区首任正权主教。
1949年以后，文贵斌反对新政府主导的三自爱国运动。1951年5月28日，文贵斌被公安机关驱逐出境，同年6月14日辞职。回到法国以后，得到法国政府颁发的勋章。1957年9月21日去世，享年80岁。